# VIII Premis Turia
Els VIII Premis Turia foren concedits el 10 de juliol de 1999 per la revista valenciana Cartelera Turia amb la intenció de guardonar les persones i col·lectius que haguessen destacat l'any anterior en qualsevol de les categories i seccions que cobria la revista: cinema (pel·lícula espanyola i estrangera, actor i actriu), teatre, arts plàstiques, literatura, gastronomia, mitjans de comunicació, esports, música, literatura i actriu porno. La llista de guanyadors era escollida per l'equip de redactors i col·laboradors de la revista.
La gala ha coincidit amb el 35è Aniversari de la fundació de Cartelera Turia. Després d'un menjar amb cineastes, actors, escriptors, gastrònoms, periodistes i polítics (Carmen Alborch, Ricard Pérez Casado i Albert Taberner, entre altres) es va fer l'entrega, presentada per Tonino Guitián i Juanjo de la Iglesia. Després donaren pas a l'espectacle El cantautor plasta de Pablo Carbonell. Aprofitant l'edició s'ha celebrat un Festival de Cinema Eròtic i la presentació d'una pel·lícula pornogràfica ambientada en les Falles de València.
El premi consistia en una estàtua que imitava la que sortia a la mítica pel·lícula El falcó maltès (1950) de John Huston.

## Guardons
Els guanyadors de l'edició foren:
| Categoria                                 | Premiat | Labor premiada                                |
| ----------------------------------------- | --- | --------------------------------------------- |
| Millor Pel·lícula Espanyola               | Los amantes del círculo polar                                                                                     | Julio Medem                                   |
| Millor Pel·lícula Estrangera              | Coneixem la cançó                                                                                                 | Alain Resnais                                 |
| Millor Opera Prima                        | Mensaka | Salvador García Ruiz                          |
| Premi Nuevos Realizadores                 | Barrio | Fernando León de Aranoa                       |
| Premi Nous Realitzadors                   | L'arbre de les cireres                                                                                            | Marc Recha                                    |
| Premi Especial Realitzadors               | Fernando Colomo                                                                                                   |                                               |
| Premi Especial Cinema                     | Fernando Lara | Setmana Internacional de Cinema de Valladolid |
| Premi Especial Turia                      | Luis Ciges |                                               |
| Millor Actor                              | Carmelo Gómez | Entre las piernas                             |
| Millor Actriu                             | Neus Asensi | La niña de tus ojos                           |
| Millor muntatge teatral valencià          | Carles Alberola                                                                                                   | Mandíbula afilada                             |
| Millor muntatge teatral no valencià       | El Tricicle | Entretres                                     |
| Premi Especial Teatre                     | Emilio Gutiérrez Caba i Jorge de Juan                                                                             | La mujer de negro                             |
| Millor contribució gastronòmica           | Loles Salvador (La Sucursal) Pepa Romans (Casa Pepa d'Ondara) Carmina Marco (Casa Carmina) Maria Muria (Ca’Sento) | -                                             |
| Millor contribució literària              | Ferran Torrent | L'illa de l'holandès                          |
| Millor contribució mitjans de comunicació | Fernando González Delgado                                                                                         | A vivir que son dos días                      |
| Millor contribució musical                | Ismael Serrano |                                               |
| Millor contribució a les arts plàstiques  | Jordi Teixidor |                                               |
| Millor contribució esportiva              | Miki Vuković |                                               |
| Premi Especial Humor                      | Ortifus i Joan Xipell                                                                                             | Caricatures a Levante-EMV                     |
| Millor programa de televisió              | Malalts de tele                                                                                                   | de TV3                                        |
| Millor contribució cívica                 | Albert Taberner                                                                                                   |                                               |
| Millor contribució social                 | Coordinadora Salvem                                                                                               |                                               |
| Premi Especial                            | SGAE | 100è Aniversari                               |
| Premi Especial 35è Aniversari             | Enrique Pastor, Manuel Mantilla, Julio Guardiola i Pepe Albar                                                     | Fundadors de Cartelera Turia                  |
| Millor Actriu Porno Europea               | Monica Roccaforte                                                                                                 |                                               |
| Premi Huevo de Colón                      | Santiago Segura                                                                                                   |                                               |

## Premi per votació dels lectors
| Categoria                    | Pel·lícula                  | Director                |
| ---------------------------- | --------------------------- | ----------------------- |
| Millor pel·lícula espanyola  | Cosas que dejé en La Habana | Manuel Gutiérrez Aragón |
| Millor pel·lícula estrangera | Desmuntant Harry            | Woody Allen             |